# Kasteel van Roborst

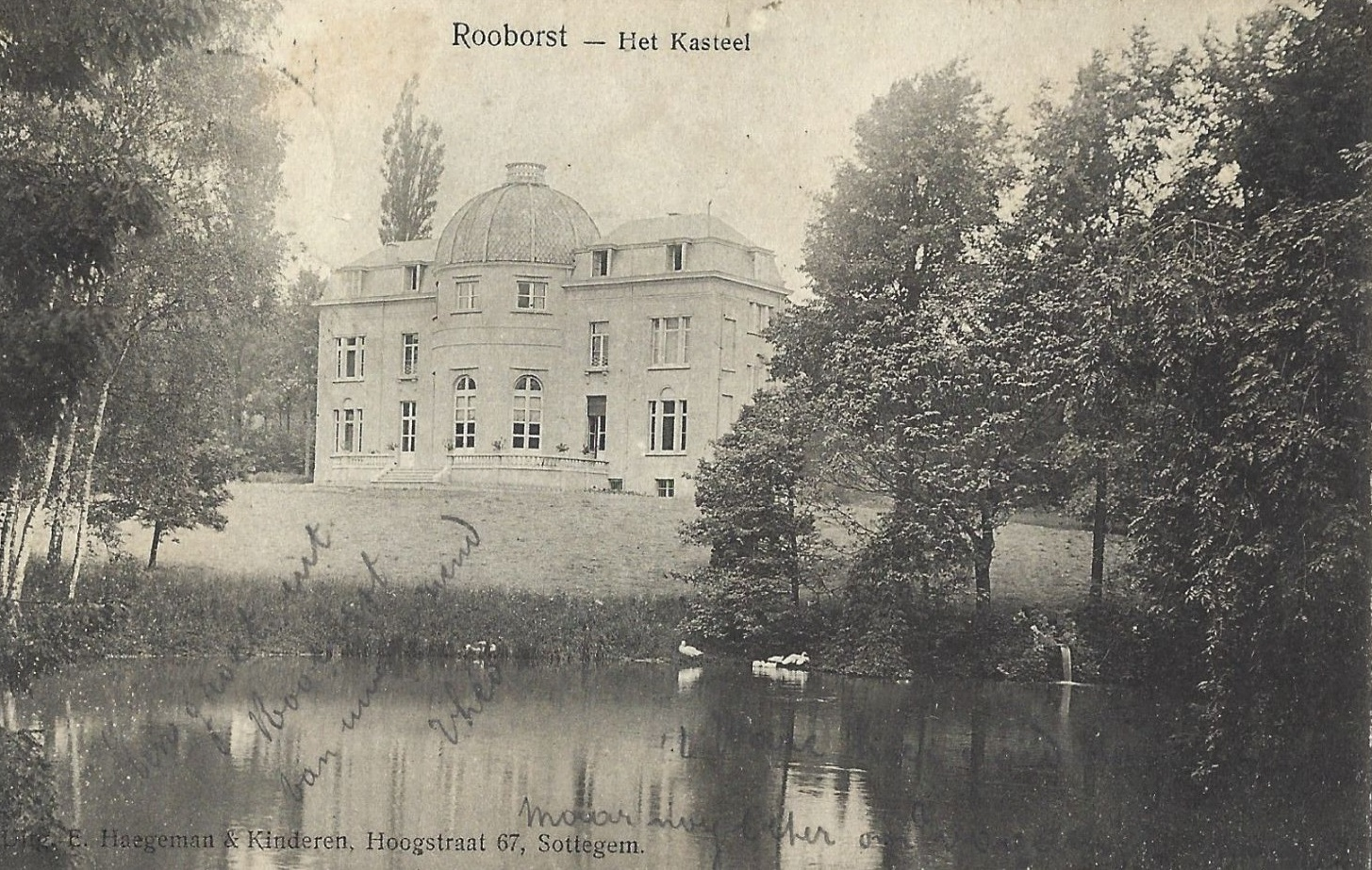
Historische prentbriefkaart

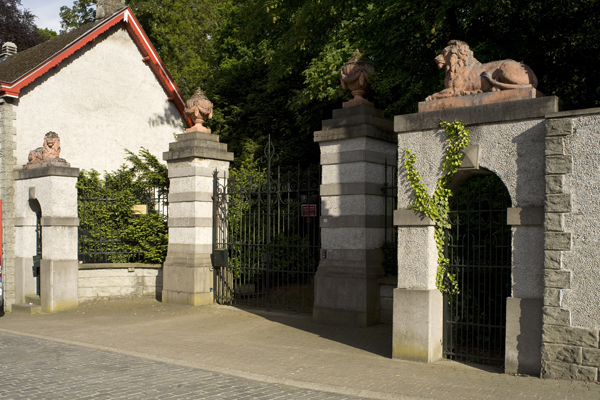
Toegangspoort tot het kasteel van Roborst

Het Kasteel van Roborst of  Ridder d'Iweins d'Eeckhoutte is een kasteel in Roborst (Zwalm). Het kasteel werd gebouwd in 1799 naar het voorbeeld van het bekende Château de Bagatelle nabij Parijs in het Bois de Boulogne, dat in 1775 werd opgericht. Het is dus de voorloper van de classictische bouwkunst in België. 

## Historiek
Marie-Charlotte Van de Woestijne, vrouwe van Roborst, liet in 1799 op het domein een landhuis optrekken, een classicistisch kasteel. Vóór 1799 bevond zich op deze locatie al het middeleeuwse ‘zeventorenkasteel', waarvan enkel ‘de duivelstoren' bewaard is gebleven. Ridder Rijkaert Utenhove (1458-1529), heer van Roborst, en van Josine van de Woestine (in 1516 was Rijkaert voorschepen (burgemeester) van Gent), bewoonde het kasteel vanaf 1523 met zijn gezin, met vier kinderen (Nicolaas, Josine, Jan Utenhove en Marie). Rijkaert overleed er op 13 januari 1529. 
In 1996 werd het kasteel beschermd als monument. Het kasteel ligt midden in een landschapstuin met grote vijvers, die gevoed worden door de bronnen, die ook de waterkersteelt in Roborst mogelijk maken. Het kasteeldomein is 5,5 ha groot en is mee beschermd als dorpsgezicht.
Nabij het kasteelpark ligt het hof ten Dale met daarachter een kunstmatige heuvel met de puinen van een laat-middeleeuwse burcht. De ruïnes werden in de 19e eeuw in een romantische sfeer gebracht; De kasteelsite werd wellicht in de 11de eeuw opgetrokken door de heren van der Gracht. Het bestond uit een opperhof en een neerhof, die tegen elkaar lagen.
In 2011 stond het kasteel te koop voor 3,2 miljoen euro.

## Toegankelijkheid
Kasteel noch park staan open voor het publiek.